# 王昺 (嘉靖進士)
王昺（1491年—1566年），字承晦，號杏里，山东济南府章丘縣人，軍籍。

## 生平
治《詩經》，行四，正德十一年（1516年）山東鄉試第七十五名舉人，年三十三歲中式嘉靖二年（1523年）癸未科會試第二百五十三名，第三甲第二百一名進士。兵部观政，历官太常寺博士，嘉靖十一年五月选授河南道理刑試御史，明年實授，差河东巡盐，十三年巡按直隶真定等府，十六年升江西布政使司粮储道左参议，十九年十一月升陕西按察司副使，整饬西宁等处兵备，二十一年升甘肃行太仆寺卿，二十二年十一月升四川按察使，未赴任，再升陕西右布政使，二十四年十月轉本省左布政，二十八年六月因迟误供应织造料价，降为浙江布政司左参政，升福建按察使，三十一年三月升河南右布政使，十二月因考察致仕。起復山西右布政使，升湖广左布政使，三十六年四月升都察院右副都御史、巡抚云南，三十七年闰七月升南京工部右侍郎，三十八年三月被弹劾，革职閑住。嘉靖四十五年卒，享年七十六岁。

## 家族
曾祖王迪。祖父王儉。父王頊，壽官。母刘氏，继母刘氏。具庆下。兄王晟，监生；王旦；王昱。